# Broquiès
Broquiès é uma comuna francesa na região administrativa de Occitânia, no departamento de Aveyron. Estende-se por uma área de 37,99 km². Em 2010 a comuna tinha 626 habitantes (densidade: 16,5 hab./km²).